# Octavio Paz
Octavio Paz (n. 31 martie 1914, Ciudad de Mexico, Mexic - d. 19 aprilie 1998, Ciudad de Mexico) a fost un poet, eseist și diplomat mexican, una din figurile literare de prima mărime ale Americii Latine. În 1990 i s-a acordat Premiul Nobel pentru Literatură.

## Motivația Juriului Nobel
"Pentru a onora scrierile pasionate de orizonturi largi, caracterizate de inteligență senzuală și integritate umanistă." 

## Date biografice
Absolvent al Universidad Nacional Autónoma de México (acronim, UNAM) și al University of California at Berkeley, Paz debutează în 1933 cu volumul de poeme Luna silvestre. Pleacă in Spania, unde se apropie până la identificare de cauza republicană din Războiul civil (reflexiile acestei experiențe apar în Spania, în 1937, sub titlul Bajo in clara sombra y otros poemas, anunțându-l pe marele poet de mai târziu.
După o ședere la Paris se întoarce în Mexic, unde va înființa și edita mai multe reviste literare de renume (Taller, El hijo prodigo și, În anii '70, Plural). Influențat pe rând de marxism, suprarealism, existențialism, budism și hinduism, tema sa de predilecție este capacitatea de a-și depăși singurătatea existențială prin dragoste, erotism și creativitate artistică. 

## Opera

### Versuri
- No pasaran (1937);
- Libertad bajo palabra (1949);
- Aguila o sol? Piedra de sol (1957);
- Blanco (1967);
- Ladera este (1971);
- Hijos del aire (1981).

### Proză
- El labirinto de la soledad (1950);
- El arco y la lira (1956);
- Las peras del olno (1957);
- Conjunciones y disyunciones (1970);
- El mono gramatico (1974);
- One Earth, Four or Five Worlds, lb. engleză (1985).